# 加納口の戦い
加納口の戦い（かのうぐちのたたかい）は、天文13年9月22日（1544年10月8日）、または天文16年9月22日（1547年11月4日）に織田信秀（および朝倉孝景・土岐頼芸）と斎藤道三との間で起こった合戦である。井ノ口の戦いとも言う。

## 戦いの経緯
『信長公記』によるこの戦いの経緯は、以下の通りである。年次未記載の9月3日、織田信秀は尾張国中に要請して兵を集め、美濃へ侵入した。方々に放火をして回り、9月22日には斎藤道三の居城稲葉山城山麓の村々も焼き払って町口にまで迫った。しかし、申の刻（およそ午後4時ごろ）になったので一旦引き上げることにし、兵が半分ほど引いたところへ道三が攻撃してきて、織田方は守備が整わず、信秀の弟織田信康や信長の家老青山信昌など5千人が討ち死にした。
ところが、『美濃国諸旧記』には全く異なる経緯が書かれており、天文13年8月15日（1544年9月2日）、道三の美濃守護土岐頼芸に対する逆心を憎んだ信秀が、越前の朝倉孝景と呼応して美濃へ南北から攻め入り、信秀の兵数は5千余人だったという。両勢に攻められた道三は和睦することにした。しかし朝倉・織田は道三を信用せずに、天文16年8月15日（1547年9月28日）にも大桑城に籠もる頼芸・頼純に蜂起させて、朝倉・織田連合軍で支援しようとしたが、道三が先手を打って大桑城を1万3千の兵で強襲して攻め落とした。頼純は打って出て討ち死にし、頼芸は朝倉を頼って一乗谷に逃れたという。

## 天文13年か16年か
『甫庵信長記』、『享禄以来年代記』はこの戦いを天文16年としている。一方、『定光寺年代記』は天文13年とする。美濃国内の立政寺には、天文13年9月付けで織田寛近が掲げた禁制の写しが残る。連歌師谷宗牧の『東国紀行』によれば、宗牧は天文13年10月に那古野城に赴き、美濃で大敗した直後の信秀と対面している。『岐阜県史』は天文16年説を採る。一方、『岐阜市史』は天文13年説を採っている。また、『加納町史』は天文13年と16年の二度、信秀は稲葉城下に攻め入って道三に敗退し、信康始め5千の兵を失ったのは天文16年の方だとしている。

## 対戦兵力・損害

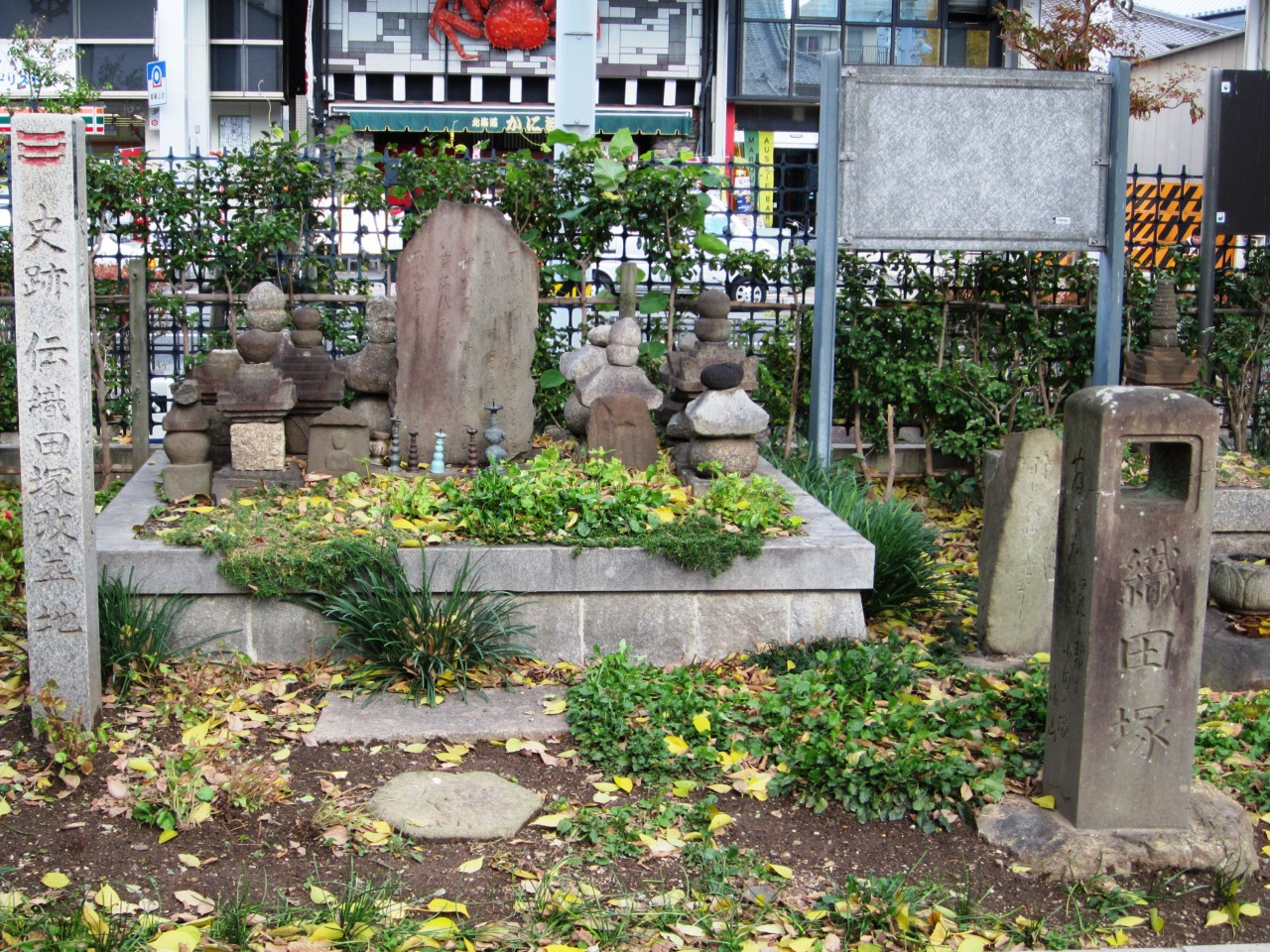
伝織田塚改葬地（岐阜県岐阜市円徳寺境内）

前述の通り『信長公記』では織田方の戦死者を5千人としている。『定光寺年代記』では尾州衆2千人が討ち死にとする。道三の家老である長井九兵衛（秀元）が水野十郎左衛門に宛てた書状では、土岐頼純・朝倉孝景・織田信秀合わせて2万5、6千の軍勢に対し、斎藤方は5、6百を討ち取り、敗走した織田方の兵は木曽川で2、3千が溺れ死に、信秀は6、7人を連れただけで逃げ帰ったとしている。『東国紀行』では、信秀は1人で帰ったとする。いずれにしても織田方の大敗だが、『信長公記』では信秀は翌月には三河にも出兵したとしている。

## 戦後
この合戦で敗北を喫した織田家は、その後平手政秀の働きにより信秀の嫡男・信長と道三の娘・帰蝶（濃姫）を縁組させることで、和睦を結ぶことになる。
この戦いの後、織田方の戦没者を弔うための「織田塚」が築かれ、後に円徳寺に改葬したと伝わり、岐阜市の指定史跡となっている。